# Carl Devlies

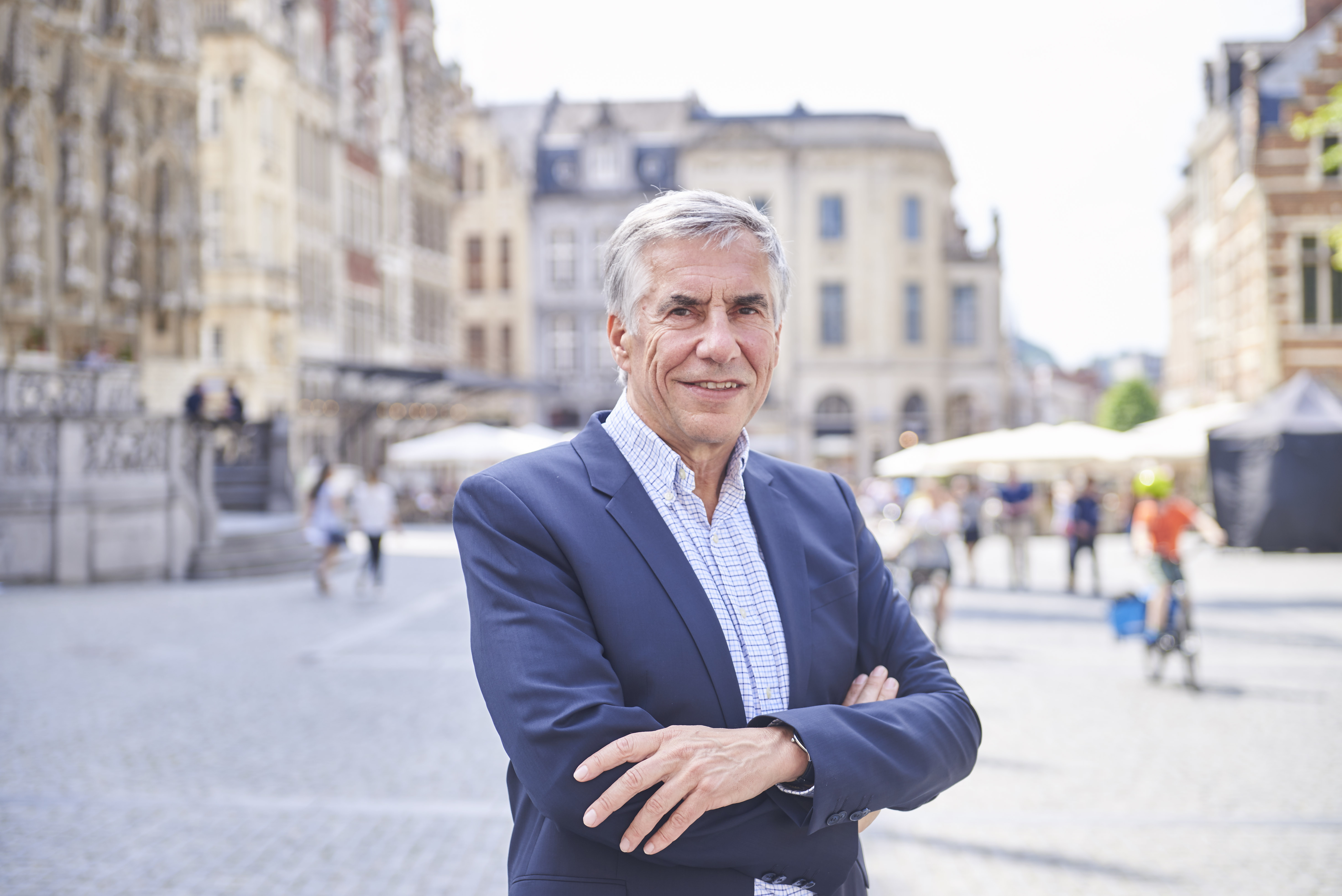
Carl Devlies

Carl Devlies (* 23. Januar 1953 in Amsterdam, Niederlande) ist ein belgischer Politiker der Christen Democratisch en Vlaams (CD&V). Er ist seit langem als Kommunalpolitiker in Löwen aktiv und war von 2003 bis 2014 Mitglied der Abgeordnetenkammer. Devlies war zudem föderaler Staatssekretär für die Koordination der Betrugsbekämpfung in den Regierungen Leterme I, Van Rompuy und Leterme II.

## Leben
Carl Devlies ist der Sohn des ehemaligen Politikers Paul Devlies (CVP). Er studierte Rechts- und Wirtschaftswissenschaften an der Katholieke Universiteit Leuven (KUL) und war danach als Rechtsanwalt in Löwen tätig.
Seine politische Laufbahn begann er von 1985 bis 1988 als Berater im Kabinett des flämischen Ministerpräsidenten Gaston Geens (CVP). Ab 1989 erhielt er ein Schöffenamt in der Stadt Löwen und kümmerte sich um verschiedene Bereiche (wie Kultur, Tourismus, Finanzen, Sport). Von 1995 bis 2007 war Erster Schöffe der Stadt. Somit konnte er im Jahr 1998, als der amtierende Bürgermeister Louis Tobback (SP) für kurze Zeit als Innenminister in die Regierung Dehaene II wechselte, das Amt des diensttuenden Bürgermeisters von Löwen übernehmen.
Daneben war Devlies von 2003 bis 2014 in der föderalen Abgeordnetenkammer vertreten. Im Jahr 2008 wurde er in die Föderalregierung befördert und hatte das Amt des Staatssekretärs für die Koordination der Betrugsbekämpfung bis 2011 inne. Nach der Ablösung der Leterme-Regierung durch die Regierung unter Elio Di Rupo (PS), kehrte Devlies wieder als Schöffe in die Löwener Lokalpolitik zurück. Er beschloss schließlich, nicht an den Föderalwahlen vom 25. Mai 2014 teilzunehmen, da ihm kein aussichtsreicher Listenplatz angeboten wurde.

## Übersicht der politischen Ämter
- 1989 – 2007: Schöffe in Löwen (ab 1995 Erster Schöffe)
- 1998: Diensttuender Bürgermeister von Löwen
- 2003 – 2014: Mitglied der föderalen Abgeordnetenkammer
- 2008 – 2011: Staatssekretär für die Koordination der Betrugsbekämpfung in den Regierungen Leterme I, Van Rompuy und Leterme II
- 2011 – heute: Schöffe für Finanzen und Raumordnung in Löwen